# Chérancé (Sarthe)
Pour les articles homonymes, voir Chérancé.
Chérancé est une commune française, située dans le département de la Sarthe en région Pays de la Loire, peuplée de 353 habitants.
La commune fait partie de la province historique du Maine, et se situe dans le Saosnois.

## Géographie
La commune est à l'ouest du Saosnois, au nord du Haut-Maine. Son bourg est à 9 km au nord de Beaumont-sur-Sarthe, à 13 km à l'est de Fresnay-sur-Sarthe, à 13 km à l'ouest de Marolles-les-Braults, à 19 km au sud-ouest de Mamers et à 20 km au sud d'Alençon.

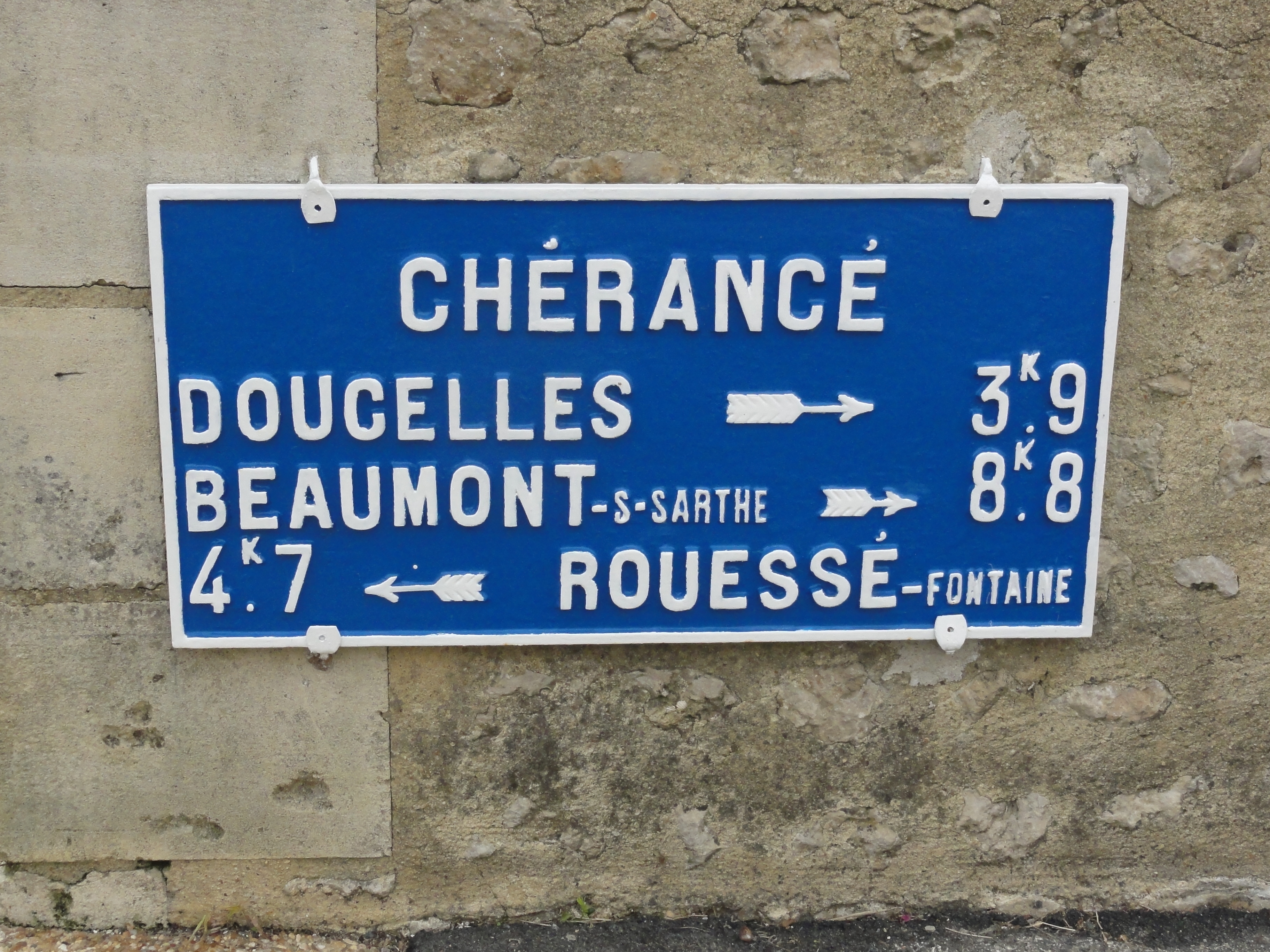
Plaque de cocher à Chérancé.
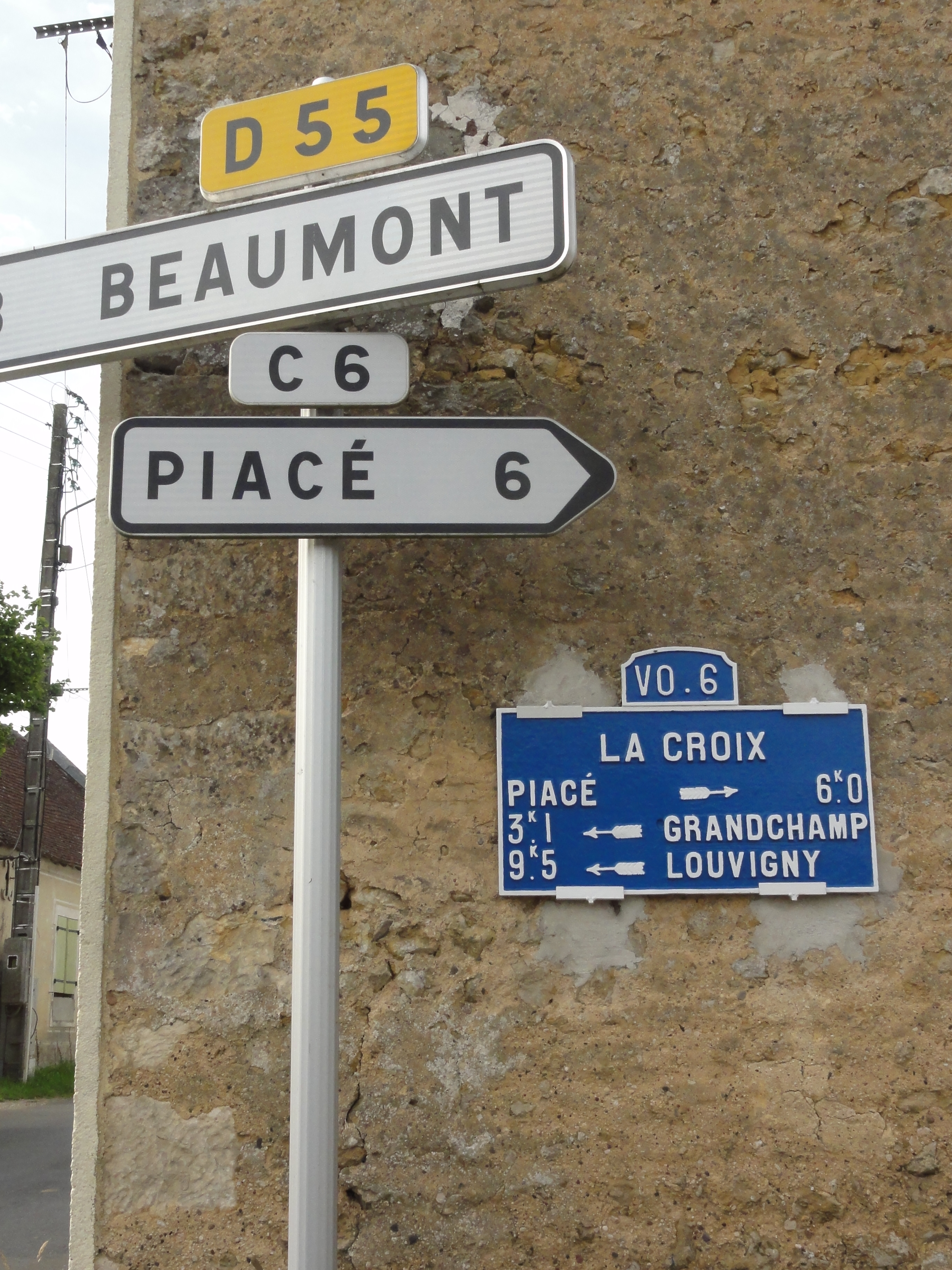
Plaque de cocher et panneaux routiers à La Croix.

À ce jour[Quand ?], plus de 380 personnes vivent sur une superficie de 1 038 ha ; cet espace étant occupé, par une agriculture de l'élevage de volailles, de bovins et de porcs, deux entreprises industrielles et un artisanat varié.

### Lieux-dits et écarts
- Bellivière
- Benoiseau
- Bissaître
- les Bourgeons
- Champbinet
- Champ de Bissaître
- les Petits Châteaux
- Chevalerie
- les Coudray
- Coulouenné
- la Croix
- Épinay
- Feuillantines
- Grand Chemin
- Grand'Cour
- Laigné
- Livet
- Loché
- Loyac
- Maladrerie
- Monceau
- Morellerie
- les Perrés
- Tannerie
- Tertifume
- Tertre Anfray
- Tuilerie
- Vaugibet
- la Vigne.

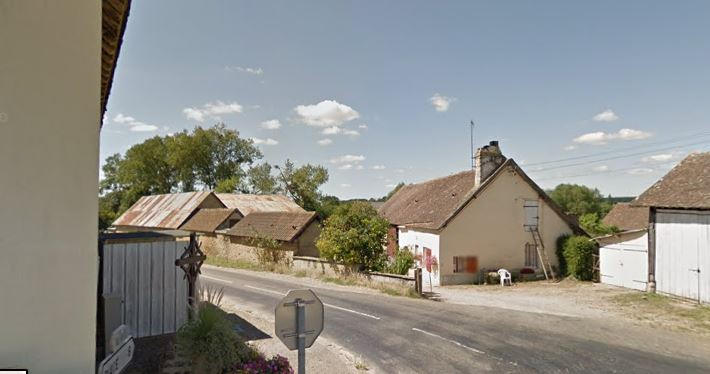
Le bourg de Chérancé.
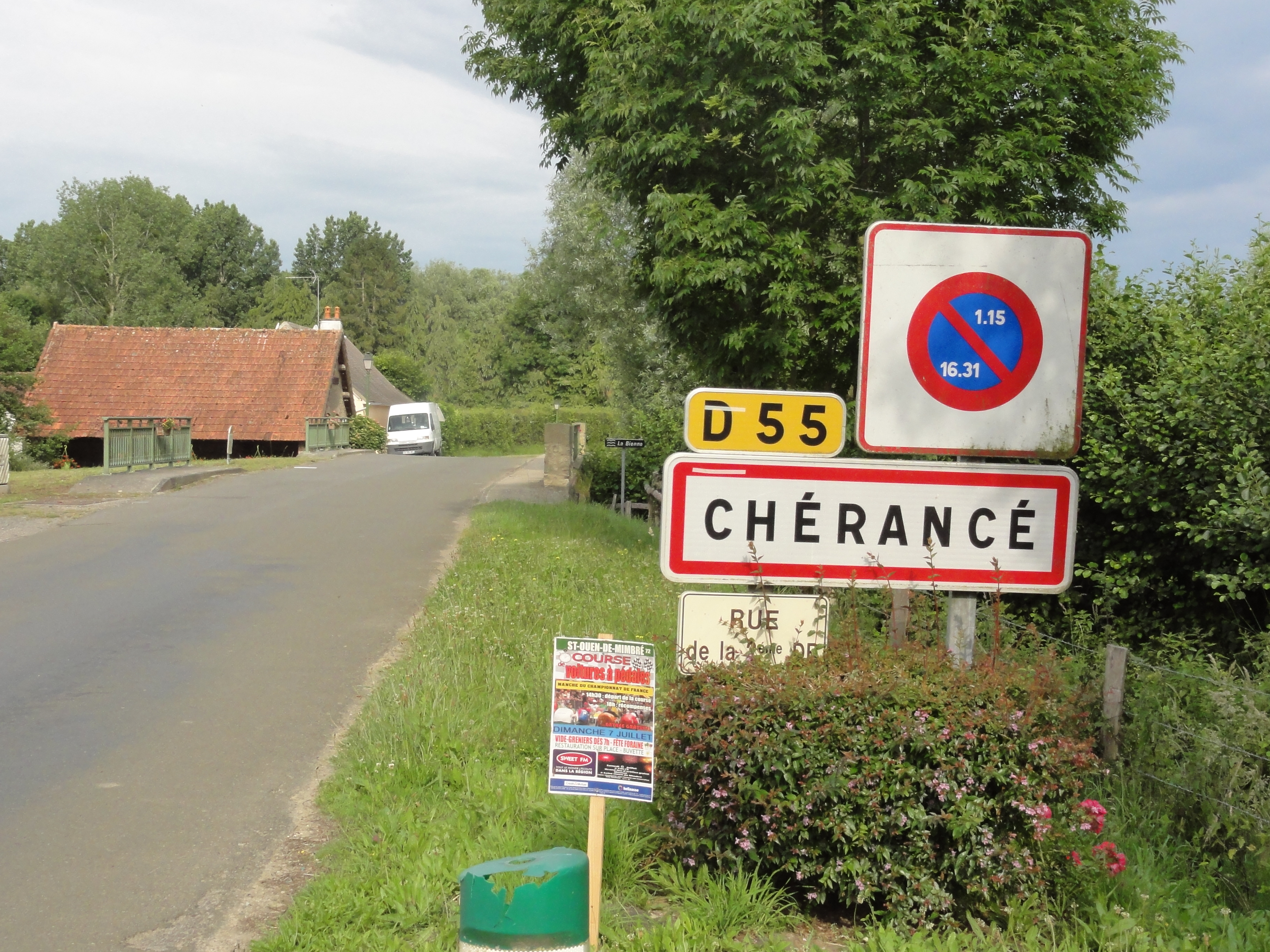
Entrée de Chérancé.
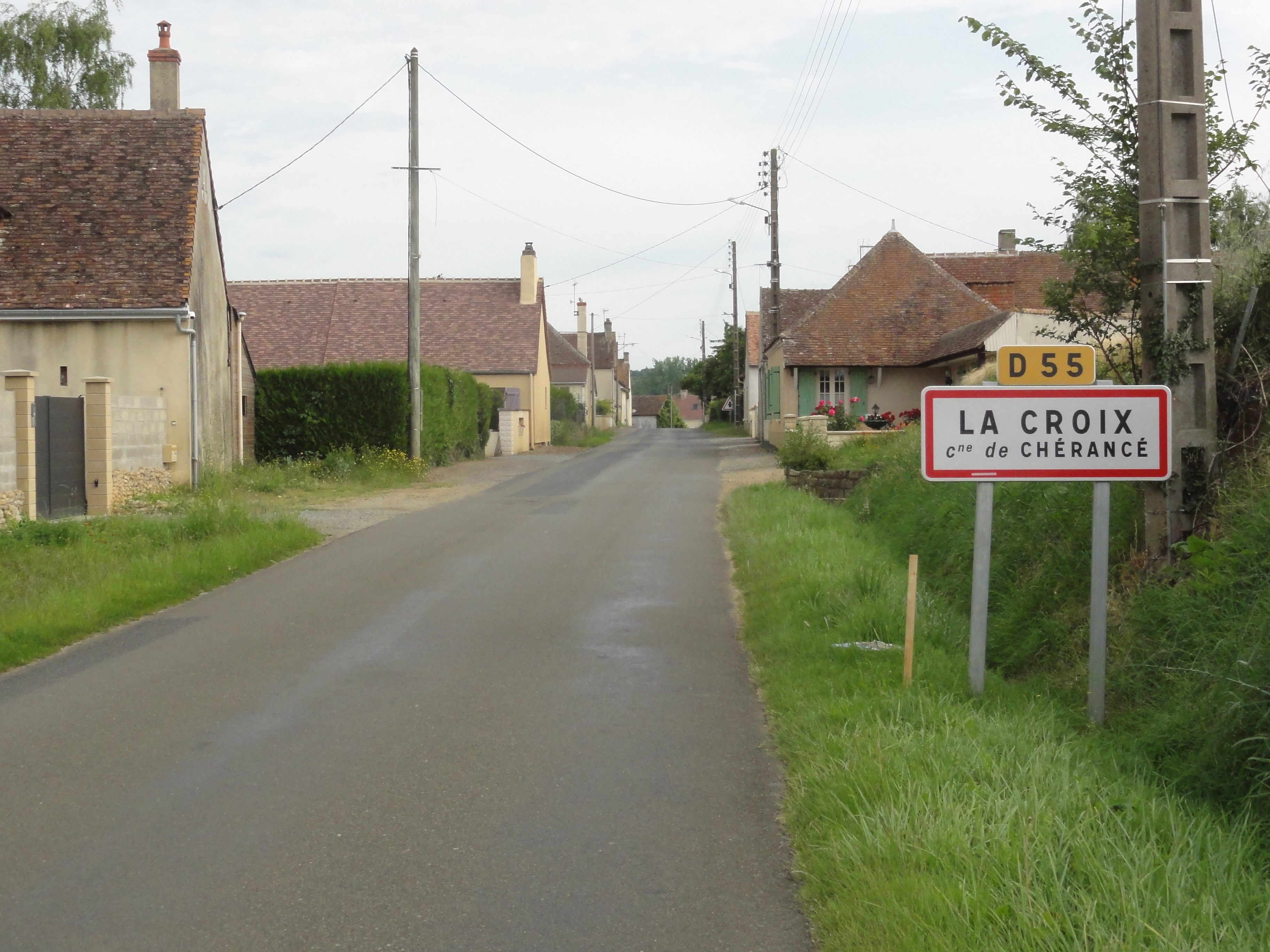
Entrée de La Croix.

### Communes limitrophes
| Rouessé-Fontaine   | Grandchamp | Thoiré-sous-Contensor |
| Coulombiers, Piacé | Chérancé   | René                  |
| Vivoin             | Doucelles  | René, Doucelles       |

### Hydrographie et relief

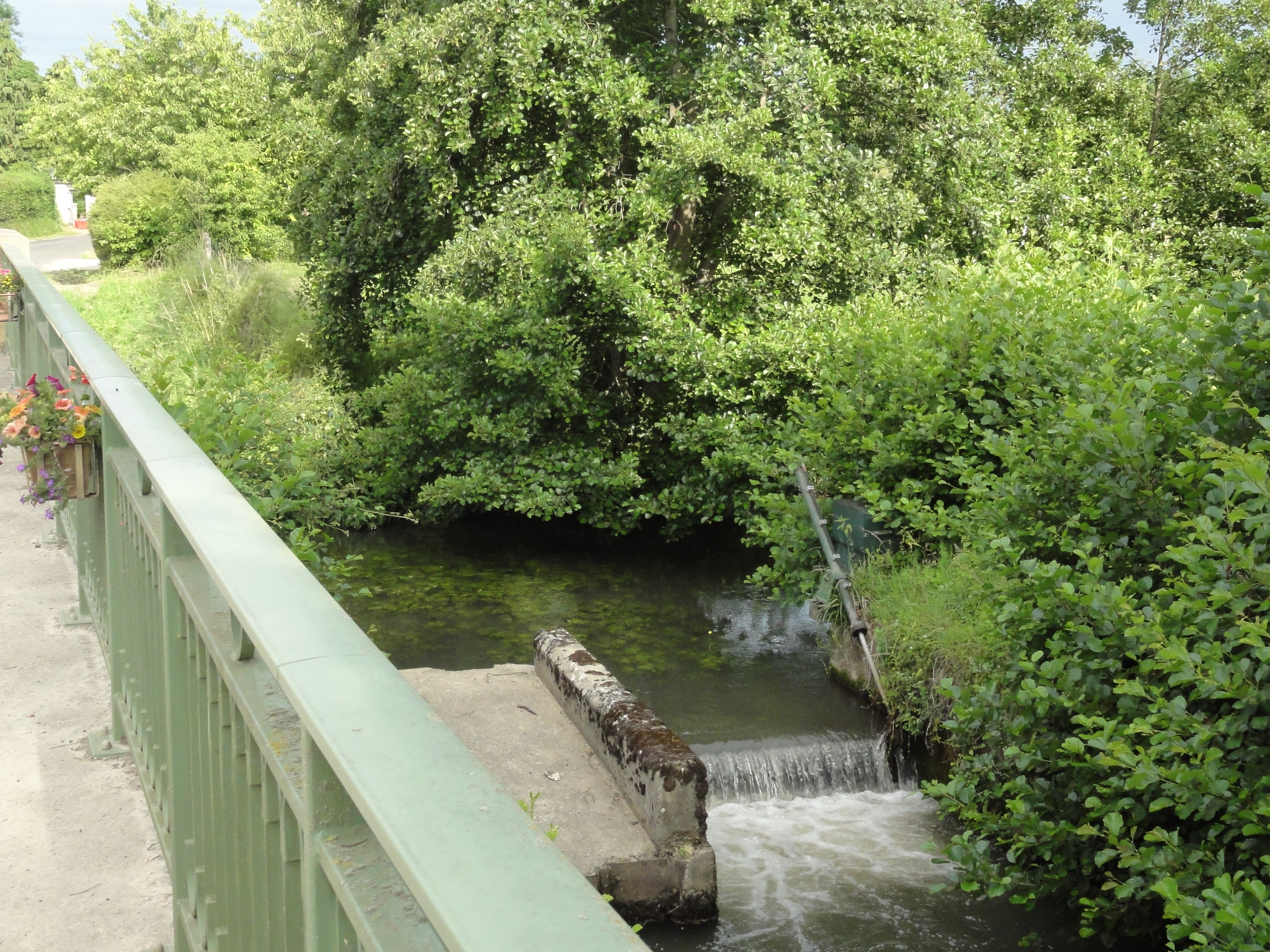
La Bienne à Chérancé.

Les habitations formant le village s’étalent sur deux coteaux entre lesquels serpente la Bienne, petite rivière poissonneuse au débit constant. À l’est, le coteau où repose gracieusement la chapelle dédiée à saint Gilles, ancienne église paroissiale de la commune datée du XIe siècle, et à l’ouest celui où domine majestueusement l’église Saint-Maurille, longtemps église seigneuriale. Le clocher de l’église Saint-Maurille est formé d’une haute tour carrée de 35 mètres, et couvert d’un toit en bâtière. Il est daté par André Bouton comme étant du XIIe.

### Climat
Pour des articles plus généraux, voir Climat des Pays de la Loire et Climat de la Sarthe.
En 2010, le climat de la commune est de type climat océanique dégradé des plaines du Centre et du Nord, selon une étude du CNRS s'appuyant sur une série de données couvrant la période 1971-2000. En 2020, Météo-France publie une typologie des climats de la France métropolitaine dans laquelle la commune est dans une zone de transition entre le climat océanique et le climat océanique altéré et est dans une zone de transition entre les régions climatiques « Normandie (Cotentin, Orne) » et « Moyenne vallée de la Loire ». 
Pour la période 1971-2000, la température annuelle moyenne est de 10,6 °C, avec une amplitude thermique annuelle de 13,9 °C. Le cumul annuel moyen de précipitations est de 699 mm, avec 11,7 jours de précipitations en janvier et 7,2 jours en juillet. Pour la période 1991-2020, la température moyenne annuelle observée sur la station météorologique de Météo-France la plus proche, « Saint Germain_sapc », sur la commune de Fresnay-sur-Sarthe à 11 km à vol d'oiseau, est de 11,9 °C et le cumul annuel moyen de précipitations est de 695,6 mm,. Pour l'avenir, les paramètres climatiques de la commune estimés pour 2050 selon différents scénarios d'émission de gaz à effet de serre sont consultables sur un site dédié publié par Météo-France en novembre 2022.

## Urbanisme

### Typologie
Au 1er janvier 2024, Chérancé est catégorisée commune rurale à habitat dispersé, selon la nouvelle grille communale de densité à sept niveaux définie par l'Insee en 2022.
Elle est située hors unité urbaine. Par ailleurs la commune fait partie de l'aire d'attraction du Mans, dont elle est une commune de la couronne,. Cette aire, qui regroupe 144 communes, est catégorisée dans les aires de 200 000 à moins de 700 000 habitants,.

### Occupation des sols
L'occupation des sols de la commune, telle qu'elle ressort de la base de données européenne d’occupation biophysique des sols Corine Land Cover (CLC), est marquée par l'importance des territoires agricoles (91 % en 2018), une proportion identique à celle de 1990 (91 %). La répartition détaillée en 2018 est la suivante : 
terres arables (73,3 %), prairies (17,7 %), forêts (5,5 %), zones urbanisées (3,5 %). L'évolution de l’occupation des sols de la commune et de ses infrastructures peut être observée sur les différentes représentations cartographiques du territoire : la carte de Cassini (XVIIIe siècle), la carte d'état-major (1820-1866) et les cartes ou photos aériennes de l'IGN pour la période actuelle (1950 à aujourd'hui).

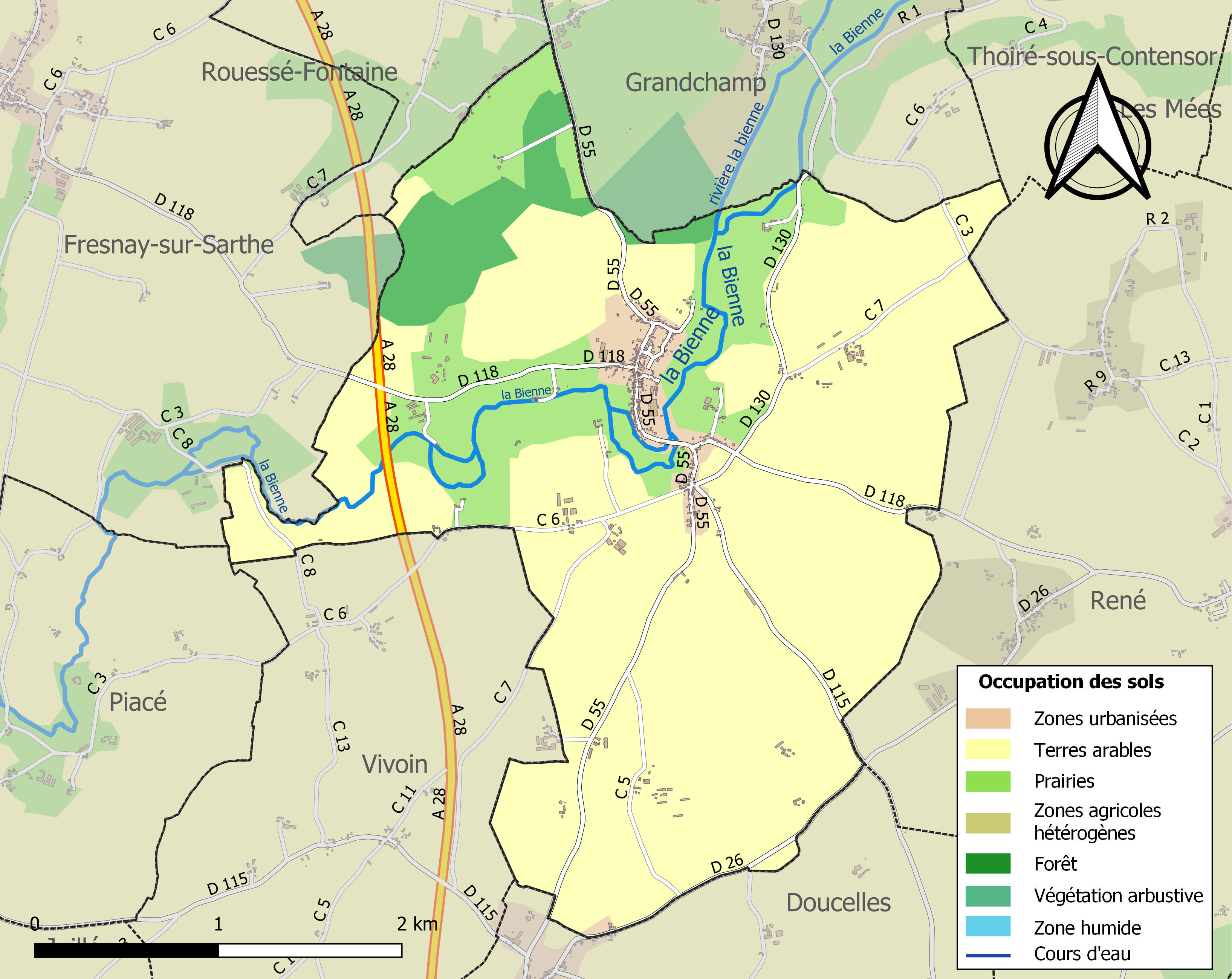
Carte des infrastructures et de l'occupation des sols de la commune en 2018 (CLC).

## Toponymie
- 1062 : H de Charentiaco
- Fin XIe : A de Charentiaco, de Charencheiro, de Charenceio
- 1131 : C de Charentero
- 1217 : Ecleisia de Charencero
- 1304 : Parachio de Charenceyo
- 1314 : Charencé
- 1357 : Charencey
- 1681 : Paroisse de Cérillac alias Chérancé
- 1687 : Rector de Chéranceio
- 1692 : Cérillac
- 1695 : Chairencé
- 1708 : Sérillac
- 1714 : Sérillac cy- devant Chérancé
- 1749 : Chérancé
- 1773 : Chérancé le Sérillac
- 1777 : Chérancé
- 1794 : Cherencé

Les spécialistes en toponymie de notre époque, tel Gérard Taverdet, attribuent l’origine du nom à la propriété d’un riche gaulois Carentius (de karantos, « ami »), ou à une forme qui pourrait être proche de Charente, « charançon », petit animal muni d’une corne. Chérancé se trouve en effet sur un méandre de la Bienne (corne). Ces propositions semblent beaucoup plus sérieuses que celles des étymologistes des siècles précédents.
Le gentilé est Chérancéen.

## Histoire
Châtellenie annexée par la première croisade  au début du XIe siècle.
Ce site très anciennement habité (on y a retrouvé des traces d'implantations datant de l'âge du bronze), situé au nord du département de la Sarthe, est aujourd’hui un peu à l’écart de la nationale Le Mans - Alençon, et était naguère sur ce chemin de moyenne communication. Elle se trouvait ainsi, sur trois grandes voies de pèlerinage, les chemins de Saint-Gilles du Gard, de Saint-Jacques-de-Compostelle et près du chemin montois (vers le mont Saint-Michel).
De nombreuses familles nobles se sont établies à Chérancé, dont les Chérancé à la Grand'Cour ou château Girard (aux XIe et XIIe siècles : Ansegise, Auger, Hadrien, Girard), Tucé, Vassé à Coulouané (XVe, XVIe siècle, Louis, Baptiste son fils), Vanssay, Faudoas (dont René au château de Livet), Perrochel[réf. nécessaire].

## Politique et administration
| Période                                  | Période              | Identité           | Étiquette | Qualité                    |
| ---------------------------------------- | -------------------- | ------------------ | --------- | -------------------------- |
| (avant 2001)                             | (entre 2002 et 2008) | Jean-Claude Pioger |           |                            |
| (entre 2002 et 2008)                     | mars 2014            | Gilles Tronchet    | SE        |                            |
| mars 2014                                | En cours             | Sébastien Tronchet | SE        | Chef de groupe maintenance |
| Les données manquantes sont à compléter. |                      |                    |           |                            |

Le conseil municipal est composé de onze membres dont le maire et trois adjoints.

## Enseignement

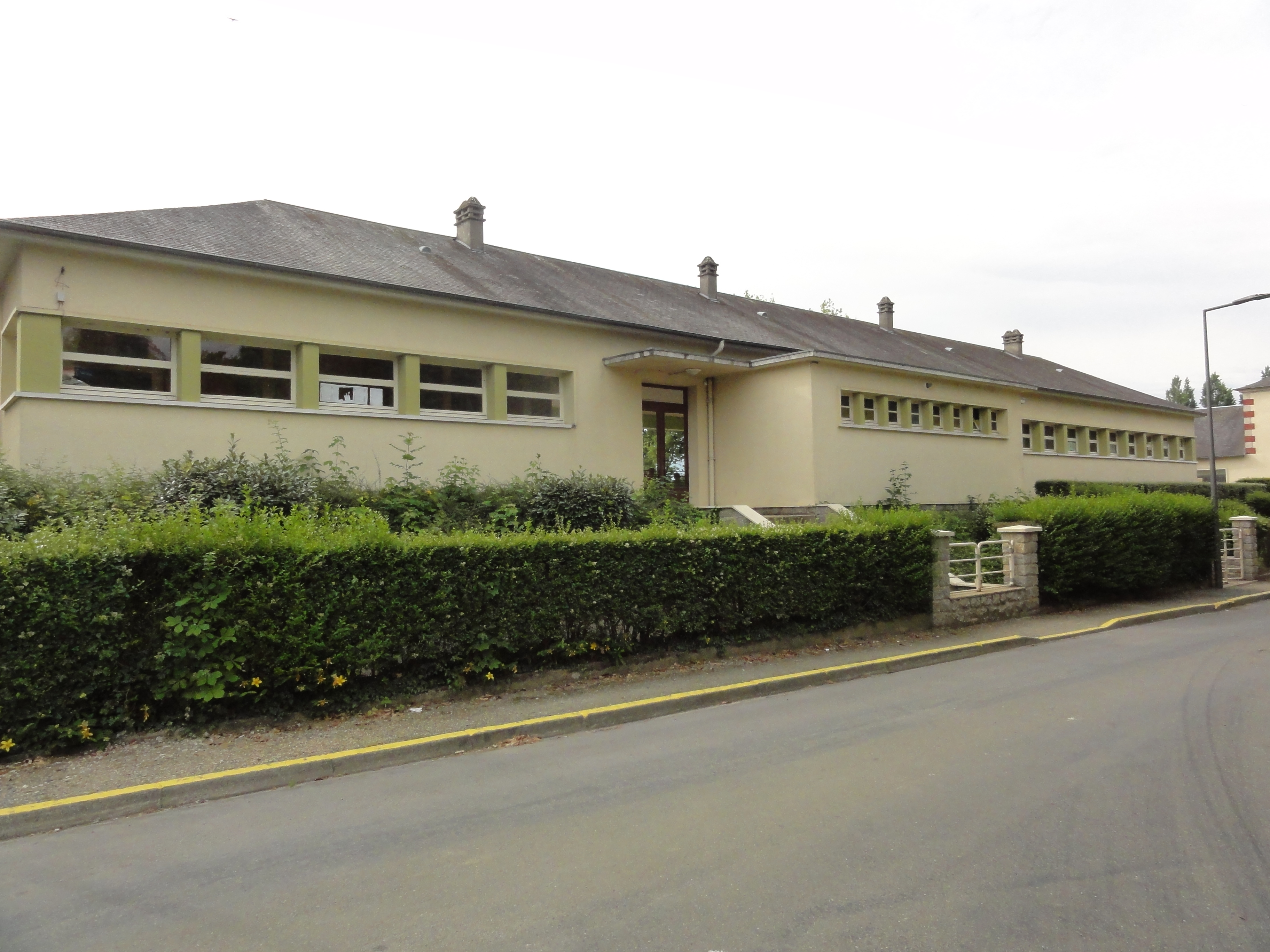
Les écoles

## Démographie
L'évolution du nombre d'habitants est connue à travers les recensements de la population effectués dans la commune depuis 1793. Pour les communes de moins de 10 000 habitants, une enquête de recensement portant sur toute la population est réalisée tous les cinq ans, les populations de référence des années intermédiaires étant quant à elles estimées par interpolation ou extrapolation. Pour la commune, le premier recensement exhaustif entrant dans le cadre du nouveau dispositif a été réalisé en 2007.
En 2022, la commune comptait 353 habitants, en évolution de −4,08 % par rapport à 2016 (Sarthe : −0,25 %, France hors Mayotte : +2,11 %).
Chérancé a compté jusqu'à 1 103 habitants en 1836.
| 1793 | 1800 | 1806 | 1821  | 1831  | 1836  | 1841  | 1846 | 1851 |
| ---- | ---- | ---- | ----- | ----- | ----- | ----- | ---- | ---- |
| 903  | 906  | 961  | 1 050 | 1 100 | 1 103 | 1 000 | 921  | 892  |

| 1856 | 1861 | 1866 | 1872 | 1876 | 1881 | 1886 | 1891 | 1896 |
| ---- | ---- | ---- | ---- | ---- | ---- | ---- | ---- | ---- |
| 860  | 854  | 789  | 820  | 750  | 712  | 635  | 613  | 607  |

| 1901 | 1906 | 1911 | 1921 | 1926 | 1931 | 1936 | 1946 | 1954 |
| ---- | ---- | ---- | ---- | ---- | ---- | ---- | ---- | ---- |
| 566  | 565  | 572  | 484  | 505  | 459  | 455  | 494  | 480  |

| 1962 | 1968 | 1975 | 1982 | 1990 | 1999 | 2006 | 2007 | 2012 |
| ---- | ---- | ---- | ---- | ---- | ---- | ---- | ---- | ---- |
| 436  | 408  | 423  | 362  | 361  | 384  | 384  | 384  | 383  |

| 2017 | 2022 | - | - | - | - | - | - | - |
| ---- | ---- | - | - | - | - | - | - | - |
| 360  | 353  | - | - | - | - | - | - | - |

## Lieux et monuments

### Monuments réligieux
- Chapelle Saint-Gilles, des XIe, XIIe et XIXe siècles, ancienne église paroissiale, située sur un coteau dominant le hameau de la Croix. Menaçant ruine, elle est restaurée dès 1869 sous l'autorité de l'abbé Bihoreau et de M. Vayer, maire. La tradition orale rapporte que des foules nombreuses y venaient, pour célébrer saint Gilles en vue d'obtenir la guérison de la surdité et saint Marcoul pour celle des « scrofules ». Une messe solennelle était célébrée, récemment encore le premier dimanche de septembre.
- L'église Saint-Maurille, des XIIe et XVIe siècles, située probablement sur un ancien lieu de culte, en forme de croix latine. Belle et grande église, munie d'une tour carrée pour clocher. Cette église repose sur un souterrain original, creusé dans le tuf, lieu d'anciennes pratiques funéraires. Il est composé de groupes de salles, de passages bas. Quand on entre dans l'église par un porche ou balet, on découvre de grandes baies, comportant des vitraux réalisés par la célèbre maison Hucher du Mans, un autel à baldaquin, de style baroque, sans doute réalisé par Sébastien Leysner, célèbre sculpteur würzembourgeois, très présent dans le Maine au XVIIIe siècle. Le chœur est entouré de hautes boiseries et de stalles à miséricordes. Dans la chapelle nord sied une statue de pierre blanche, d'un seigneur de Chérancé, à genoux, les mains jointes en prières. Le prie-Dieu est orné d'un écusson avec chevron et trois ailerons. Le retable du chœur, abrité d'un baldaquin, les deux autels-retables secondaires, la clôture du chœur, une statue funéraire et deux crédences sont classés à titre d'objet aux Monuments historiques[22].
- Plusieurs croix de chemin.

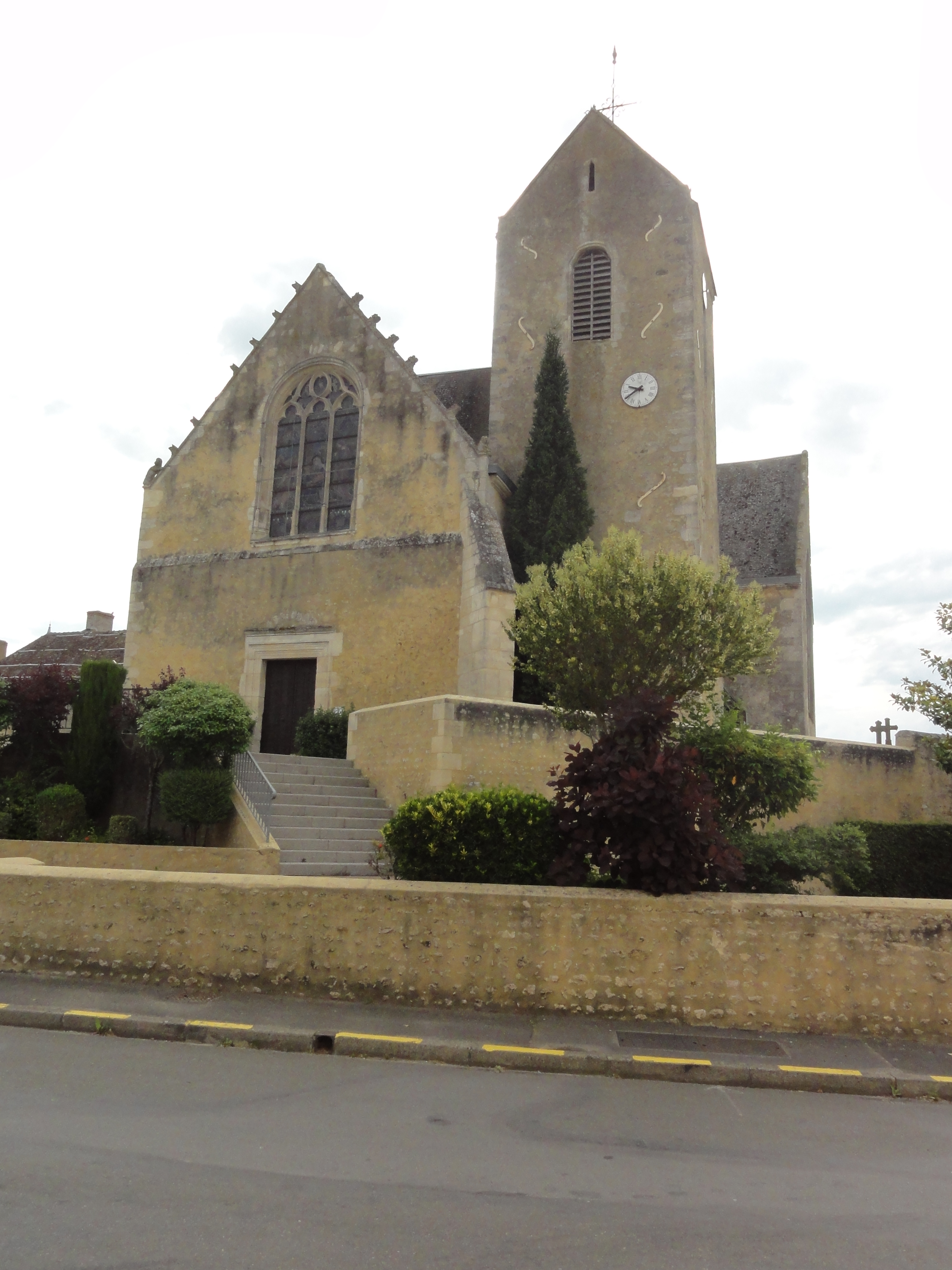
Église Saint-Maurille.
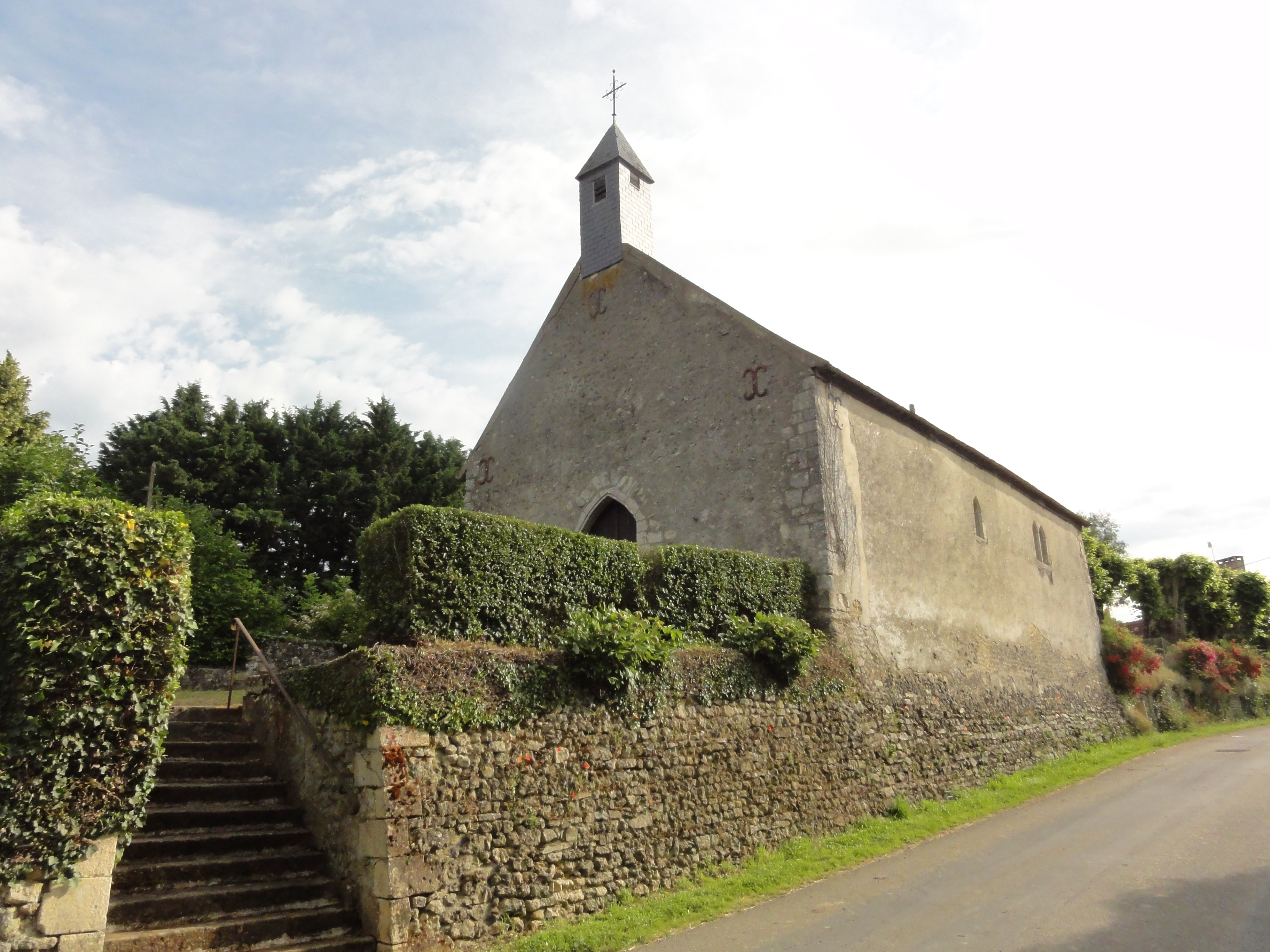
Chapelle Saint-Gilles.
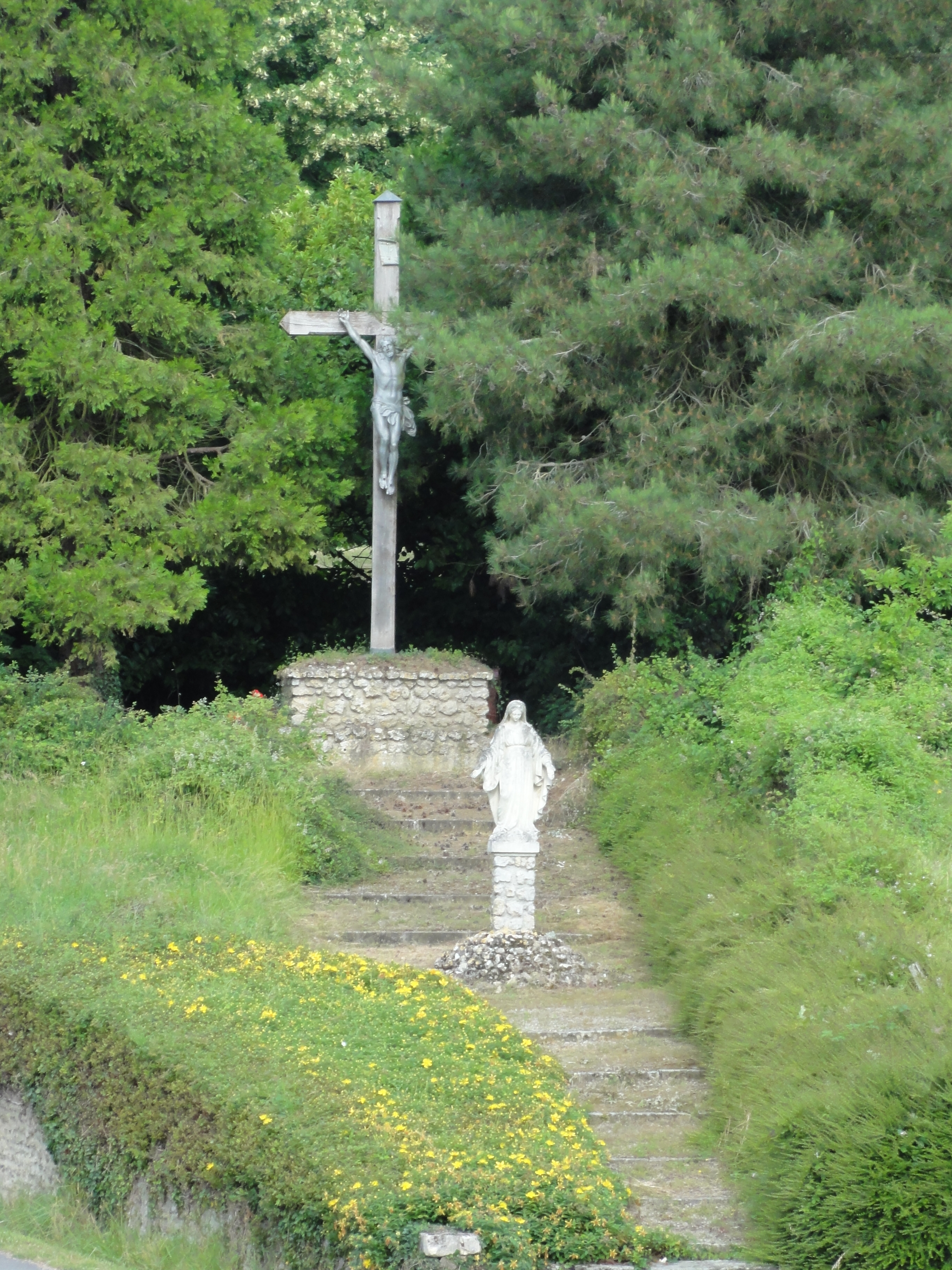
Calvaire avec statue de la Vierge.

### Monuments civils
- Château de Coulouané, dit manoir de Coulouané, avec chapelle attestée dès 1062, reconstruite au XVIe siècle.
- Lavoir communal sur la bienne, fleuri par la commune.
- Four à chanvre
- Ancienne gare de Chérancé et voie verte sur láncien chemin de fer.

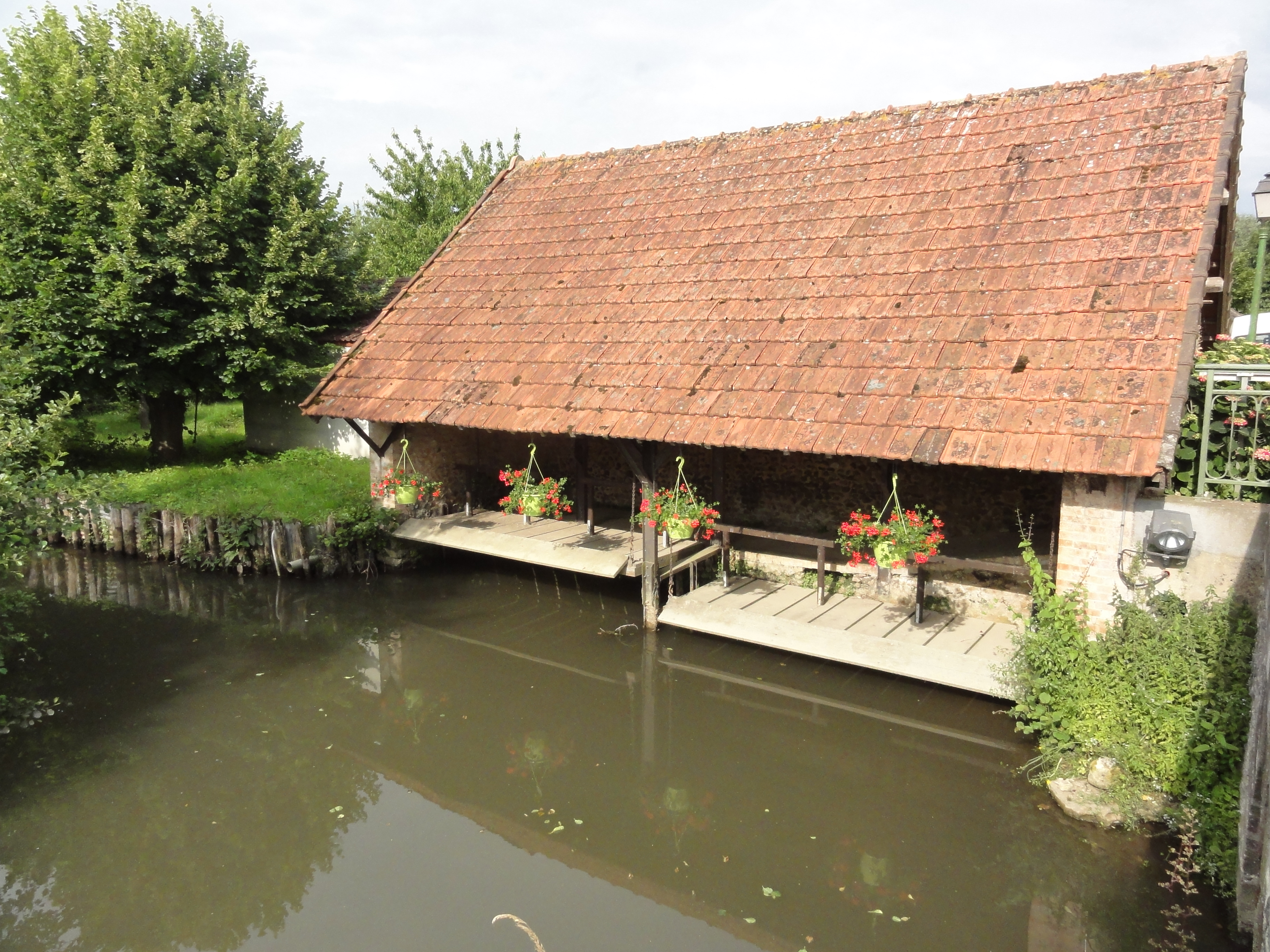
Lavoir sur la Bienne.
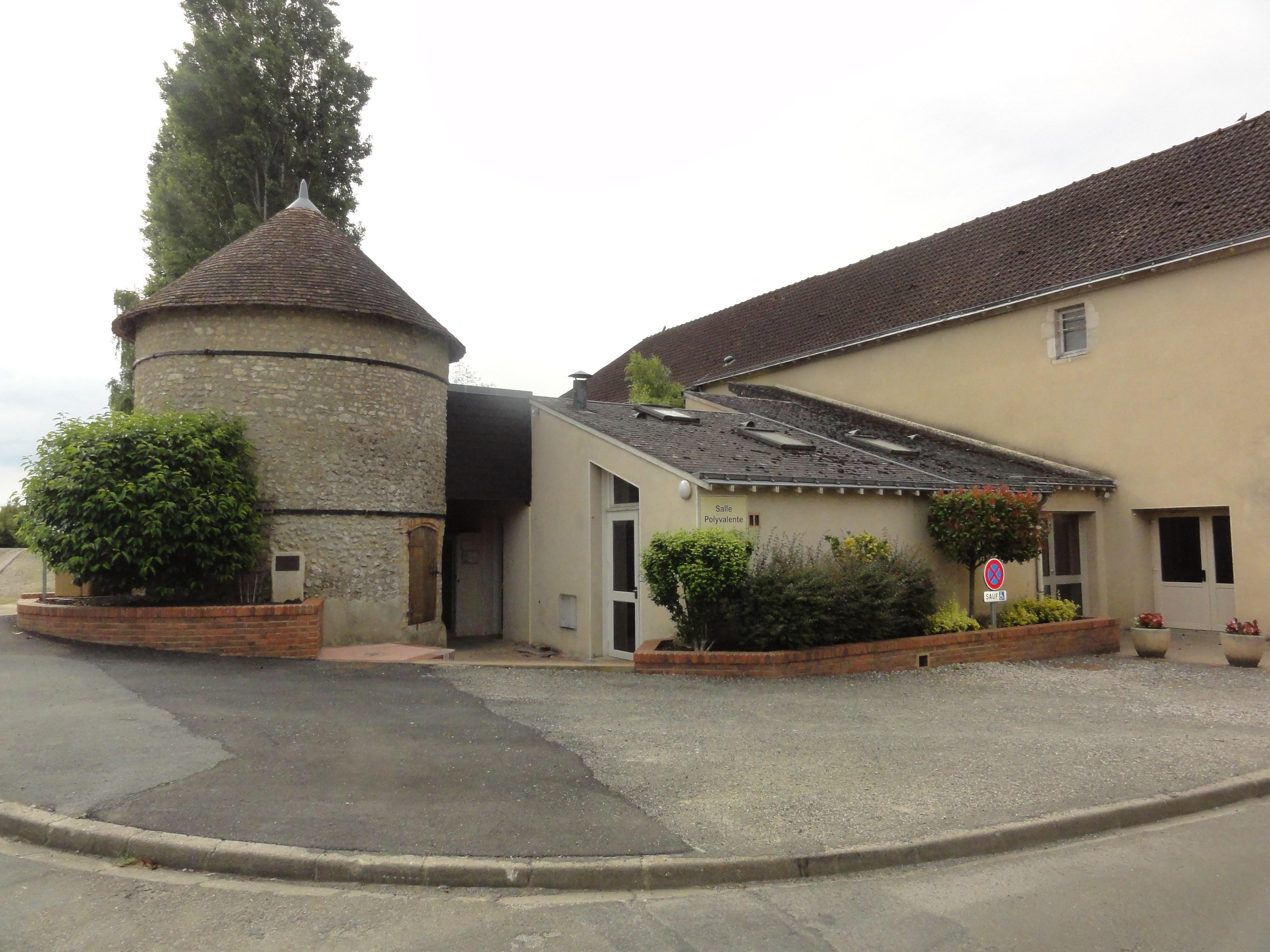
Four à chanvre à côté de la salle polyvalente.
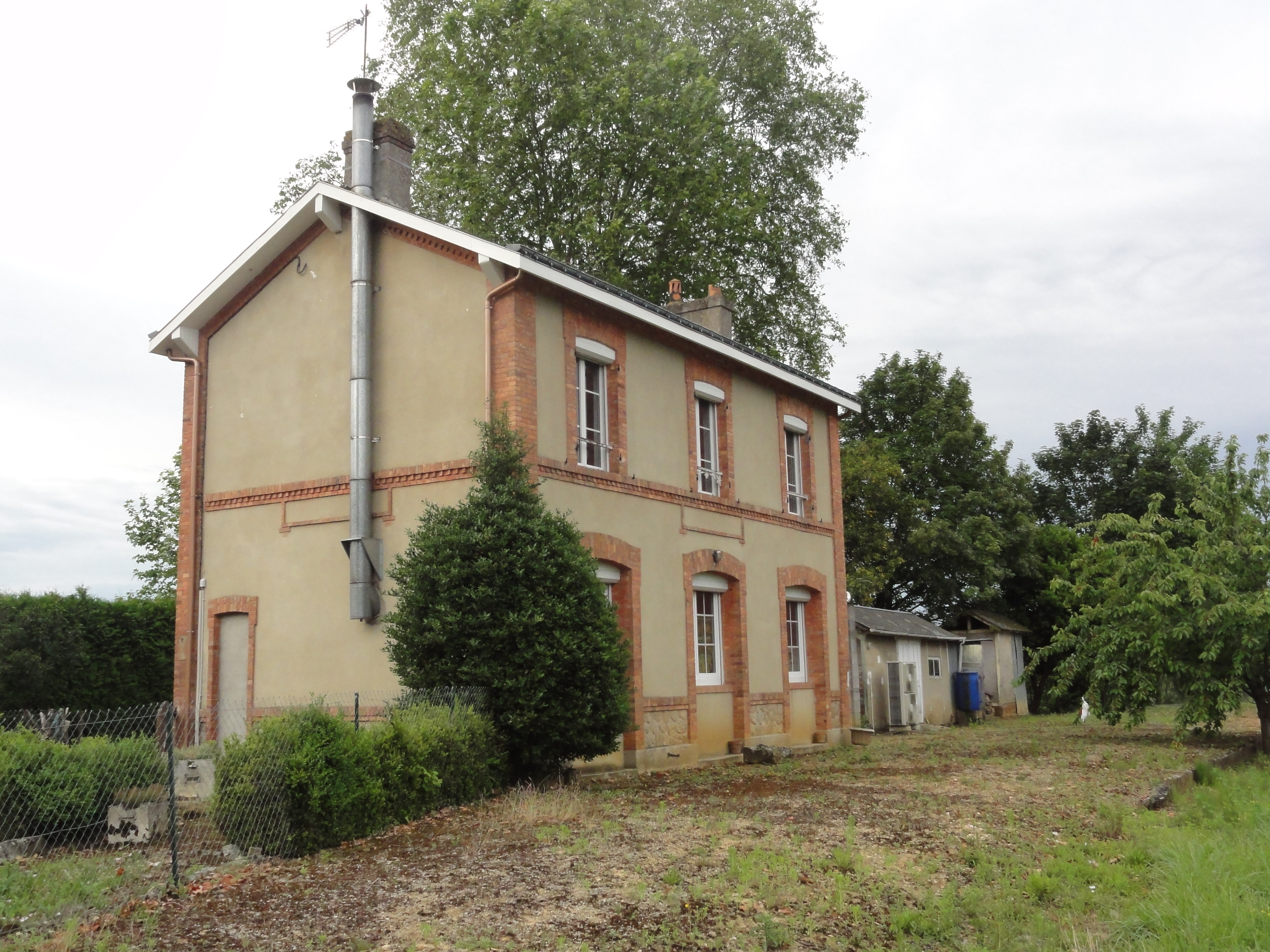
Ancienne gare.
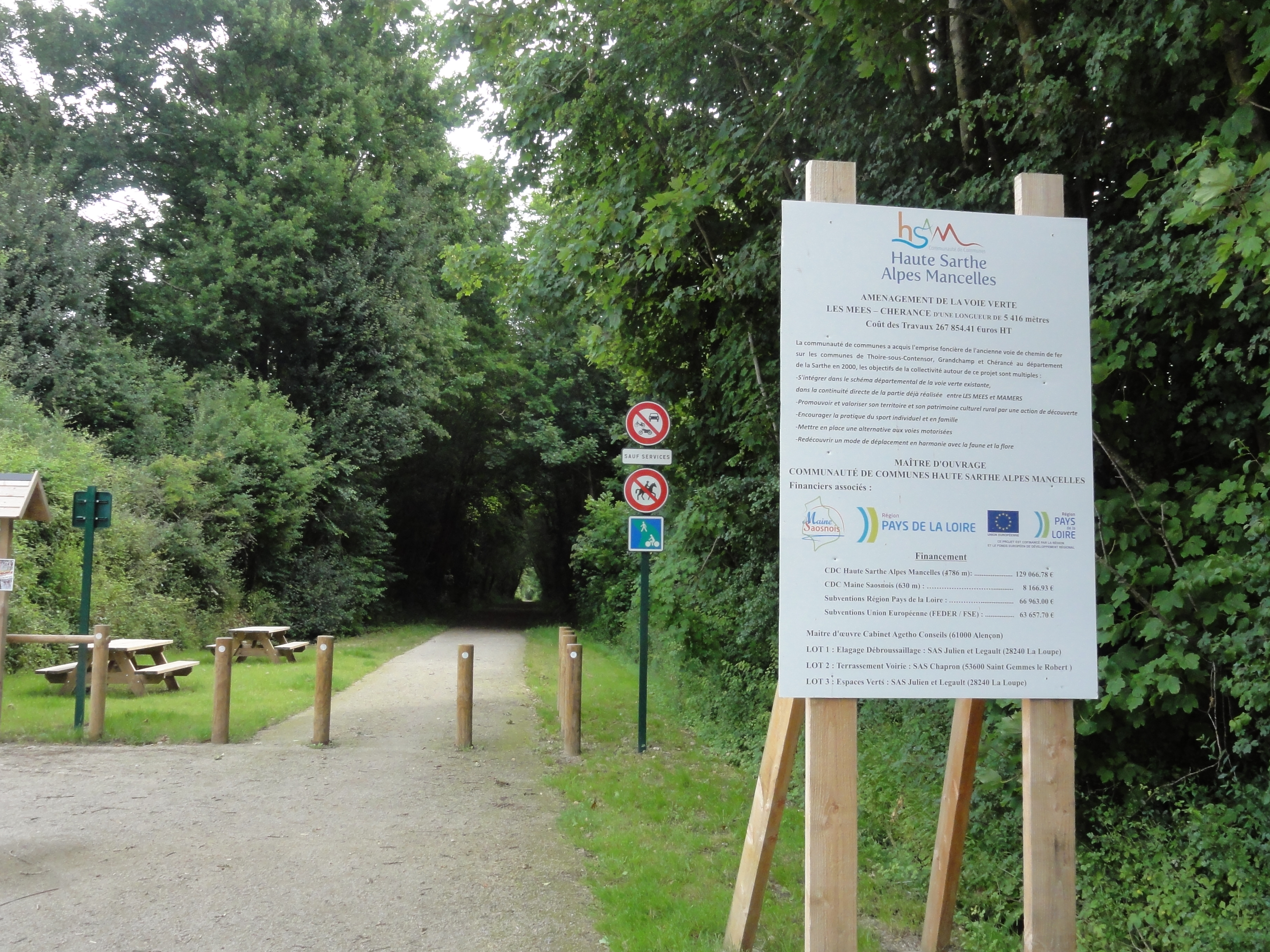
Voie verte Les Mées - Chérancé.

### Monuments commémoratifs
- Monument aux morts.
- Monument pour Maurice Loutreuil, artiste-peintre.

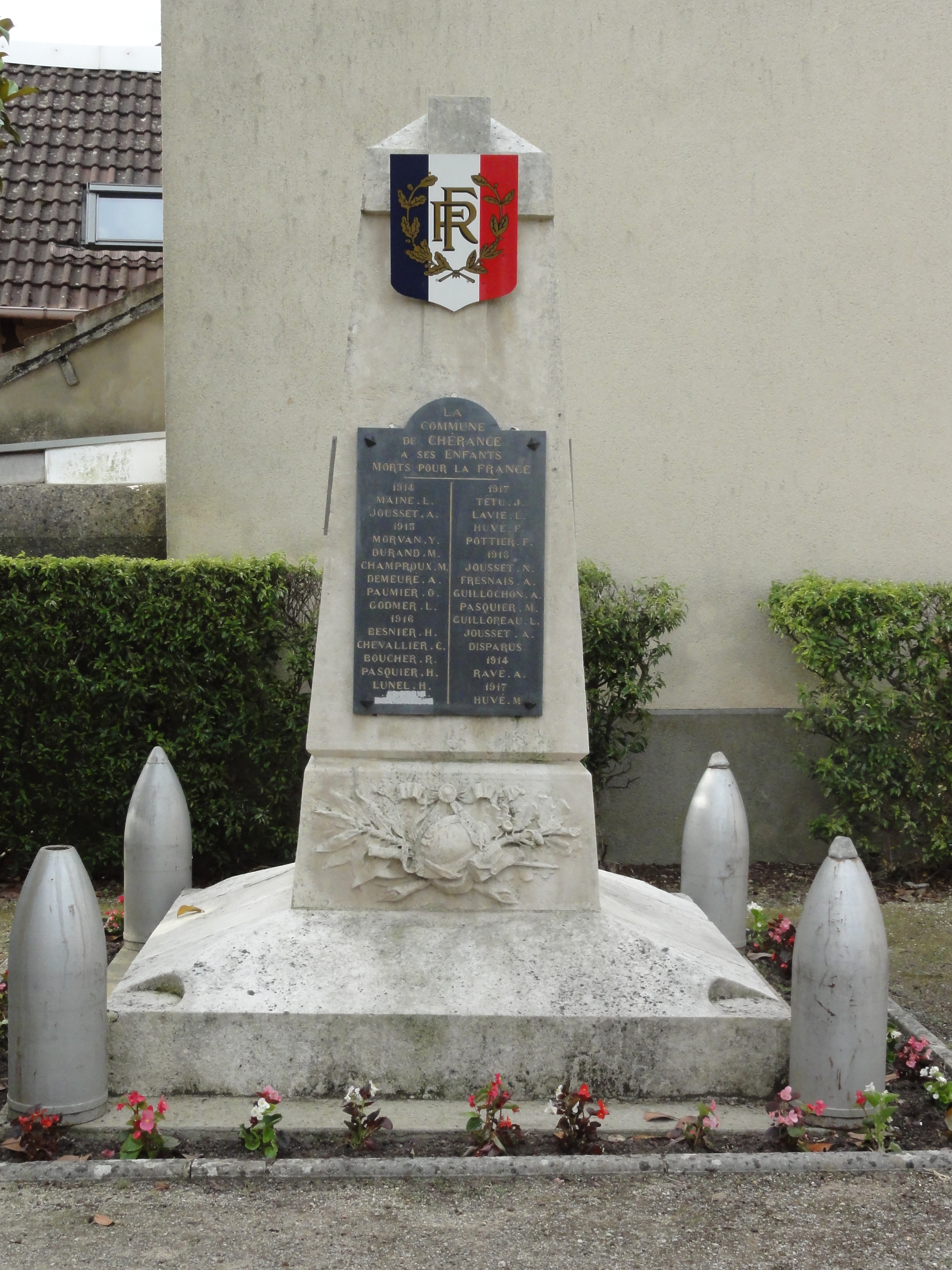
Monument aux morts.
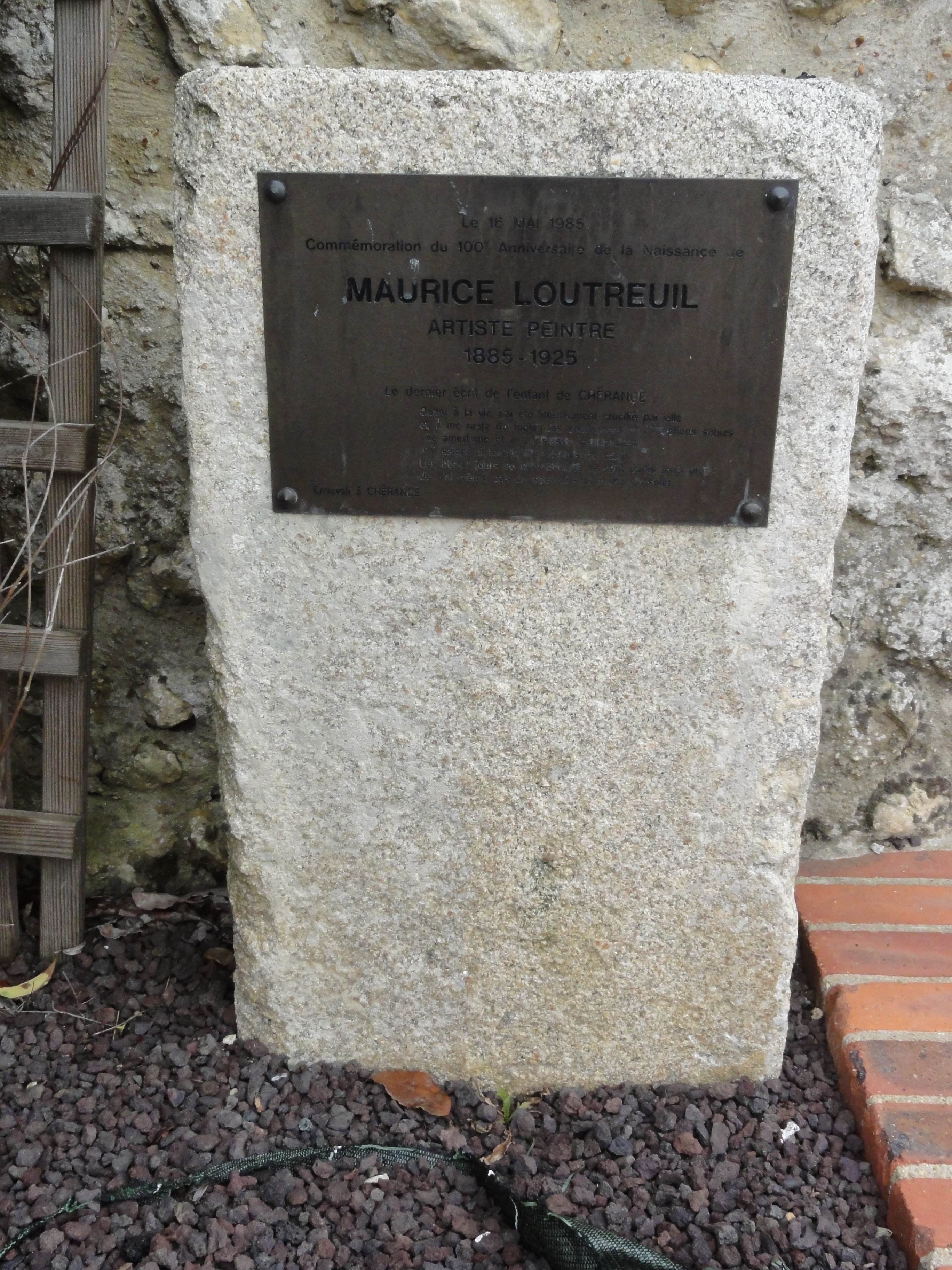
Monument pour Maurice Loutreuil, artiste-peintre.

## Personnalités liées
- Maurice Loutreuil (1885-1925), peintre, a vécu à Chérancé et y est enterré.